# Suite per a orquestra núm. 3 (Enescu)
La Suite per a orquestra núm. 3 en re major, op. 27, subtitulada Villageoise en francès (Săteasca en romanès), és una composició orquestral del compositor romanès George Enescu, escrita entre 1937 i 1938.

## Història
El 1936, Enescu va rebre un encàrrec de l'Orquestra Simfònica-Filharmònica de Nova York per a una composició orquestral que s'estrenaria el gener de 1938. Hi va començar a treballar l'abril de 1937, tot i que va incorporar als nous treballs esbossos que s'havien fet anteriorment. Tot i que la partitura de la "Village" Suite es va completar pràcticament a finals de 1937 o principis de 1938, Enescu encara no estava satisfet amb la partitura i va ajornar-ne la representació. Els darrers retocs es van fer a la suite, segons una nota del manuscrit, el 4 d'octubre de 1938, a la vila del compositor, Luminiș, a Sinaia. La primera actuació va tenir lloc el 2 de febrer de 1939 al Carnegie Hall de Nova York de la New York Philharmonic-Symphony Orchestra, dirigida pel compositor. Tot i que els informes contemporanis en el moment de l'estrena deien que la partitura també estava dedicada a la Filharmònica-Simfonia de Nova York, la partitura publicada el 1965 porta una dedicatòria a la memòria d'Elena Bibescu.

## Anàlisi
La suite consta de cinc moviments, cadascun amb un títol programàtic en francès:
1. Renouveau champêtre (Renovació [és a dir, primavera] al país)
2. Gamins en plein air (Nens a l'aire lliure)
3. La vieille maison de l'enfance, au soleil couchant; Pâtre; Oiseaux migrateurs et corbeaux; Cloches vespérales (La vella llar de la infància al capvespre; Pastor; Aus i corbs migratoris; Campanes de vespres)
4. Rivière sous la lune (Riu sota la Lluna)
5. Danses rustiques (Danses Rústiques)

L'obra segueix un programa que presenta una seqüència dia-nit-dia, tal com Enescu havia fet gairebé quaranta anys abans a l'op. 1, Poème roumain, i tornaria a fer-ho dos anys després a la suite Impressions d'enfance per a violí i piano, op. 28. Tot i això, Enescu transforma la seva escriptura descriptiva en l’àmbit de la música absoluta en una de les seves composicions orquestrals més sofisticades (Malcolm 1990). La música programàtica, però, és poc freqüent en la producció d’Enescu. A part de les dues obres que s’acaben d’esmentar, va incloure-la en alguns de les Pièces impromptues per a piano (1913–1916), i els elements programàtics resten ocults a la Tercera Simfonia i al poema simfònic Vox maris.
Hi ha un desacord considerable sobre les formes d'alguns dels moviments, així com la qüestió més gran de si Enescu utilitza procediments cíclics en aquest treball.